# Aeroportul Municipal Benson
Aeroportul Municipal Benson (IATA: BBB, ICAO: KBBB, FAA LID: BBB) este un aeroport din Comitatul Swift, Minnesota, Minnesota, Statele Unite ale Americii ce deservește zona Benson⁠(d). A fost numit după zona deservită.
Situat la o altitudine de 317 m, aeroportul dispune de 1 pistă.

## Infrastructură

### Piste
Aeroportul dispune de o singură pistă. Pista 14/32 are suprafața de asfalt și dimensiunile 4.000 picioare × 75 picioare. 